# Mecolaesthus longissimus
Mecolaesthus longissimus är en spindelart som beskrevs av Simon 1893. Mecolaesthus longissimus ingår i släktet Mecolaesthus och familjen dallerspindlar.
Artens utbredningsområde är Venezuela. Inga underarter finns listade i Catalogue of Life.